# Joe Kubert

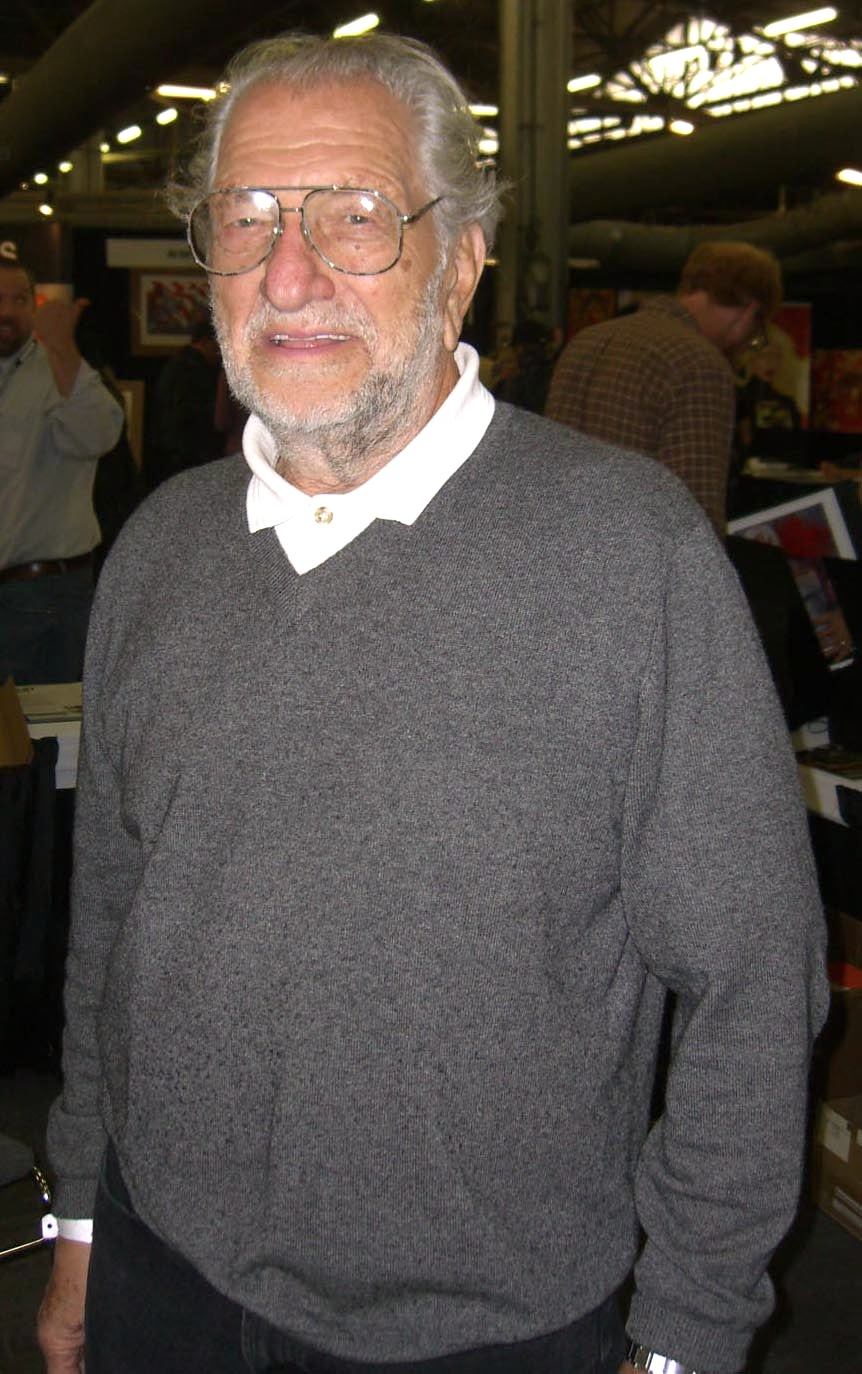
Joe Kubert (2009)

Joe (Joseph) Kubert (* 18. September 1926 in Jerzierzany; † 12. August 2012) war ein US-amerikanischer Comiczeichner und Begründer der nach ihm benannten Schule für Grafik- und Kunstdesign Joe Kubert School of Cartoon and Graphic Art in Dover (New Jersey).

## Leben
Kubert kam in den 1920er Jahren mit seinen aus Polen stammenden jüdischen Eltern als Emigrant in die Vereinigten Staaten, wo die Familie sich in East New York (Brooklyn) niederließ. 1938, mit elfeinhalb Jahren, ließ Kubert sich von dem Verleger Louis Silberkleit unter Vertrag nehmen und begann in den folgenden Jahren als hauptberuflicher Comiczeichner zu arbeiten. Dabei besorgte er zunächst vor allem die tuschemäßige Überarbeitung der Arbeiten von „väterlichen Freunden“ wie Irv Novick, Bob Montana und Mort Meskin. Für Montana tuschte Kubert unter anderem Comics der populären Serie Archie.
Nach dem Besuch der Manhattan School of Art and Music legte Kubert ab 1942 erste eigene Zeichnungen als Bleistift-Zeichner vor. Seine erste veröffentlichte Arbeit erschien dabei in dem vom Verlag Holyoke herausgegebenen Comic Catman Comics #8 vom März 1942. Im weiteren Verlauf der 1940er Jahre folgten Arbeiten an Serien wie Blue Beetle und The Spirit.
In den 1950er und 1960er Jahren folgten Arbeiten an Reihen wie Tor, Son of Sindbad, einer orientalischen Seefahrer-Saga, oder dem Wikinger-Abenteuer Viking Prince. Hinzu kamen Kriegsgeschichten wie Tales of the Green Beret oder Sergeant Rock.
Später folgten Arbeiten für Science-Fiction-Serien wie Hawkman.
Nach 1995 legte Kubert die teilweise autobiographisch gefärbten Comicromane Yossel: April 19, 1943 (2003) und Fax from Sarajevo (1996) vor. Während letzteres sich mit dem Bosnienkrieg und der Belagerung von Sarajevo durch serbische Truppen in den frühen 1990er Jahren auseinandersetzt, reflektiert der zuerst genannte Band die Vorstellung des jüdischstämmigen Kubert, wie sein Leben während des Zweiten Weltkrieges womöglich verlaufen wäre, wenn seine Eltern nicht in die Vereinigten Staaten emigriert, sondern in Polen geblieben wären. Zuletzt zeichnete Kubert didaktische Comics für die US-Army, in denen den Lesern die Wichtigkeit der Wartung und Kontrolle ihrer Ausrüstung nahegebracht wird.
Kubert, der als einer der letzten „Meister“ der „goldenen Ära“ des amerikanischen Comics in den 1930er und 1940er Jahren galt, wurde 1997 in die Jack Kirby Hall of Fame und 1998 in die Will Eisner Comic Book Hall of Fame aufgenommen.
Aus seiner Ehe sind u. a. die Söhne Adam Kubert und Andy Kubert hervorgegangen, die wie er als hauptberufliche Comiczeichner Karriere gemacht haben.
Joe Kubert starb am 12. August 2012 im Alter von 85 Jahren nach längerem Krankenhausaufenthalt.